# An Old Raincoat Won't Ever Let You Down
An Old Raincoat Won't Ever Let You Down é o álbum de estreia do cantor Rod Stewart, lançado em Fevereiro de 1970.
Foi lançado nos Estados Unidos com o título The Rod Stewart Album.

## Faixas
Todas as faixas por Rod Stewart, exceto onde anotado.

### Lado 1
1. "Street Fighting Man" (Mick Jagger, Keith Richards) — 5:05
2. "Man of Constant Sorrow"  — 2:31
3. "Blind Prayer"  — 4:36
4. "Handbags and Gladrags" (Mike D'Abo) — 4:24

### Lado 2
1. "An Old Raincoat Won't Ever Let You Down" — 3:04
2. "I Wouldn't Ever Change A Thing" — 4:44
3. "Cindy's Lament" — 4:26
4. "Dirty Old Town" (Ewan MacColl) — 3:42

| Críticas profissionais                                                      | Críticas profissionais |
| Avaliações da crítica                                                       | Avaliações da crítica  |
| Fonte                                                                       | Avaliação              |
| --------------------------------------------------------------------------- | ---------------------- |
| allmusic                                                                    | [ 2 ]                  |
| Robert Christgau                                                            | A−                     |
| Rolling Stone                                                               | (sem nota)             |
| Esta tabela precisa de ser acompanhada por texto em prosa. Consulte o guia. |                        |

## Paradas
| Paradas (1972) | Posição |
| -------------- | ------- |
| Billboard 200  | 139     |

## Créditos
- Rod Stewart - Vocal, guitarra em "Man Of Constant Sorrow"
- Ronnie Wood - Guitarra, baixo
- Martin Pugh - Guitarra
- Mick Waller - Bateria
- Ian McLagan - Piano, órgão
- Keith Emerson - Órgão em "I Wouldn't Ever Change A Thing"
- Mike D'Abo - Piano em "Handbags & Gladrags"